# Lago Umbozero
El lago Umbozero (del ruso:  Умбозеро) es un gran lago de agua dulce de Rusia , situado en el óblast de Múrmansk, entre el macizo de las montañas Jibiny, en el oeste, y las tundras de Lovozero en el este. Tiene una superficie de 422 km² y una profundidad media de 15 m, con un  máximo de 115 m. El lago permanece congelado de octubre a junio. Tiene 44 kilómetros de largo y 10 km de ancho.
- Datos: Q1460079
- Multimedia: Lake Umbozero / Q1460079